# Emanuele Zanini
Emanuele Zanini (San Giovanni del Dosso, 15 aprile 1965) è un allenatore di pallavolo italiano, commissario tecnico della Nazionale belga.

## Carriera
Dopo esser stato una giovane promessa calcistica, militando anche nelle giovanili del Milan, a 19 anni passa al volley, disputando alcuni campionati minori come giocatore.
Terminata a 24 anni l'attività agonistica, inizia la propria carriera come allenatore in alcune formazioni giovanili e di secondo piano, per poi affiancare Andrea Anastasi come assistente e preparatore atletico, dapprima alla Gabeca dalla stagione 1995-96 alla stagione 1998-99 e quindi in Nazionale, vincendo il Campionato europeo 1999, due World League e la medaglia di bronzo ai Giochi olimpici di Sydney.
Da primo allenatore, è sulla panchina della Gabeca nel triennio 2000-2003 e del 4 Torri Ferrara nell'anno successivo, per poi passare al Tirol che guida alla vittoria del campionato nazionale e della Coppa d'Austria nella stagione 2004-05.
Tornato in Italia, allena nella massima serie i Lupi Santa Croce nel campionato 2005-06 e il Perugia in quello successivo, per poi scendere in serie A2 a guidare la BluVolley Verona, con cui conquista la Coppa Italia di categoria; alla vigilia dell'ultima giornata di regular season, tuttavia, Zanini e la società scaligera risolvono consensualmente il contratto che li vedeva legati. Nel frattempo, Zanini viene ingaggiato dalla Federazione pallavolistica della Slovacchia come allenatore della Nazionale maggiore maschile, dove rimane dal 2008 al 2011 conquistando due European League, nel 2008 e nel 2011.
Nel corso della stagione 2008-09, sostituisce Andrea Giani sulla panchina del Modena in seguito all'esonero di quest'ultimo e, dopo un anno senza incarichi in formazioni di club, nel campionato 2010-11 è alla guida dell'Umbria, tornando poi nel 2011-12 alla Gabeca.
Nella stagione successiva si trasferisce in Slovacchia sulla panchina del Volley Team Bratislava. Nonostante i due anni di contratto con opzione, a causa delle difficoltà economiche della formazione slovacca interrompe il proprio rapporto con il club
Nella stagione 2013-14 è alla guida della formazione francese del Beauvais, che abbandona prima del termine della prima stagione di contratto; parallelamente, nell'estate 2013 viene nominato allenatore della Nazionale di pallavolo maschile della Turchia. Alla guida della formazione Under 23 conquista nel 2015 l'argento al Mondiale di categoria.
Nell'annata 2017-18 guida i polacchi del Warta Zawiercie in Polska Liga Siatkówki per una stagione, mentre nel dicembre 2018 sostituisce Juan Manuel Cichello sulla panchina dell'Emma Villas in Serie A1 italiana, venendo tuttavia sollevato dall'incarico il mese successivo.
Nell'aprile 2019 viene nominato selezionatore della nazionale croata maschile
, incarico che mantiene fino al termine del Campionato europeo 2021.
Nel febbraio 2020 fa ritorno nel massimo campionato polacco, prendendo il posto di Piotr Gruszka sulla panchina dell'Asseco Resovia: il tecnico lombardo guida il club di Rzeszów solamente per cinque partite prima che lo scoppio della Pandemia di COVID-19 porti all'interruzione dei campionati e alla chiusura anticipata della stagione 2019-20.
Nel marzo 2021 viene chiamato alla guida dei croati dell'HAOK Mladost di Zagabria per la parte conclusiva della stagione 2020-21; l'annata si conclude con la conquista della Superliga. Nella annata seguente è invece nuovamente di scena nel massimo campionato italiano, ingaggiato dalla Porto Robur Costa; nel gennaio 2022, inoltre, viene nominato nuovo commissario tecnico della Nazionale belga.
Nel settembre 2022 passa per la prima volta alla guida di una formazione femminile, segnatamente del Cuneo Granda, dove sostituisce Luciano Pedullà disputando la Serie A1 2022-23.  Dal maggio all'ottobre 2024 ha allenato le formazioni U14 e U12 della Volley Accademy dI Palo Alto in California

## Palmarès

### Club
- Campionato austriaco: 1

2004-05
- Campionato croato: 1

2020-21
- Coppa d'Austria: 1

2004-05
- Coppa Italia di Serie A2: 1

2007-08

### Nazionale (competizioni minori)
- European League 2008
- European League 2011
- Campionato mondiale maschile under 23 di pallavolo 2015